# Стивън Вселенски
Стивън Вселенски е американски анимационен сериал, излъчван по Cartoon Network, създаден от Ребека Шугър, в който се разказва за момче на име Стивън Вселенски, което живее в измисления град Бийч Сити с „Кристалните камъни“ – Гранат, Аметист и Перла – три магически човекоподобни извънземни. Стивън, който е наполовина Камък, помага на „Кристалните камъни“ в техните мисии. Анимацията представя израстването на Стивън и неговите приключения с „Кристалните камъни“, докато те защитават Земята от различни опасности. Сериалът има 5 сезона, филм и лимитиран епилогов сериал „Стивън Вселенски: Бъдещето“.

## Сюжет
Внимание:  Текстът по-долу разкрива сюжета на произведението (или части от него)!
Действието в „Стивън Вселенски“ се развива в измислен крайокеански град, наречен Бийч сити (Beach city), намиращ се по американското Източно крайбрежие. Стивън живее заедно с „Кристалните камъни“ в древен храм на хиляда години, намиращ се на плажа. Те защитават човечеството от чудовища и други заплахи. „Кристалните камъни“ са Гранат, Аметист и Перла – магически извънземни, които могат да приемат различни форми, изграждайки ги от светлина. Стивън е наполовина Камък и наполовина човешко момче, което е наследило Розов кварц – Камъка на майка му, бившия водач на „Кристалните камъни“ Роуз Кварц. Стивън се опитва да разбере как работят магическите му способности и с всеки епизод ги усъвършенства. Той прекарва дните си както с „Кристалните камъни“, така и с баща си Грег, приятелката си Кони и другите хора в Бийч Сити. Той изследва способностите си, наследени от майка му, включващи призоваване на магически щит, сливане с други Камъни, променяне на физическата си форма както и лечебни способности. При сливане на Камъни, те обединяват способностите си и стават по-силни и по-големи.
- В първи сезон се разкрива, че „Кристалните камъни“ са част от голяма, извънземна междузвездна цивилизация. Стивън научава, че преди близо 5000 години Земята е била колония на Камъните от „Родния свят“ (родната планета на Камъните), чиято цел е била да използват органичните ресурси на Земята за да създадат нови Камъни. Земята е била изоставена от повечето Камъни, след като майката на Стивън – Роуз Кварц, започва бунт срещу тираничната политика на управляващите „Родния свят“, застрашаваща живота на Земята. Бунтът прераства във война, която „Кристалните камъни“ печелят, но на висока цена – много от чудовищата, които „Кристалните камъни“ срещат, са Камъни, повредени отдавна от „Повреждащия взрив“ и които са изгубили разсъдъка си и вече не могат да поддържат човекоподобна форма. Много от местата, които посещават, са руини, преди важни за културата на „Камъните“, но сега изоставени в продължение на хилядолетия.
- Във втори сезон Стивън се сприятелява с Камък от „Родния свят“ – Перидот, от която научава много за функциите на различните Камъни, както и за управляващите „Родния Свят“ четири Диаманта – Бял, Жълт, Син и Розов. Стивън научава и че Земята е била колония на Розов диамант и че на Луната има стара лунна база на Диамантите. Перидот се обединява с „Кристалните камъни“, за да спрат „Грозда“ – огромно геооръжие, способно да унищожи Земята.
- В трети сезон Стивън научава разликата между повреден и счупен Камък, получава чисто нова сила – да скача много нависоко и да се приземява плавно, въвежда се нов „Камък “– Бисмут, както и нейната работилница за оръжия. Стивън научава, че майка му е счупила Розов диамант („Камъните“ нямат физическа форма и при счупване на Камъка им умират), за да спаси планетата Земя от завоюване.
- В четвърти сезон Стивън предприма първото си пътешествие в Космоса, при което научава за съществуването на космически зоопарк за хора, някога принадлежал на Розов диамант, от който Стивън трябва да спаси баща си. В края на сезона Стивън решава да се предаде на Диамантите, за да спаси приятелите си и за да плати за извършените от майка му престъпления.
- В пети сезон Стивън е заведен на „Родния свят“, за да бъде съден за предполагаемите престъпления на майка му. След като избягва, той се среща с „Безцветните камъни“. Въвеждат се нови „Камъни “– Родонит, Падпарача, Близначките Рутил и Флорит и постепенно научава истината зад убийството на Розов диамант – майка му Роуз се оказва самият Розов диамант, която фалшифицира смъртта си и тайно приема алтернативната идентичност на Роуз Кварц, за да осигури независимостта на Земята от империята на „Камъните“. Стивън и „Кристалните камъни“ трябва да приемат това разкритие и последствията от него, както и да се изправят срещу Диамантите, идващи на Земята в нов опит да събудят „Грозда“. Стивън трябва да се изправи и пред нова заплаха – Бял диамант.

## Актьорски състав
- Стивън Вселенски се озвучава от 19-годишния актьор Зак Калисън, който е озвучавал и в няколко други анимационни филми. Той озвучава Стивън в първата си главна роля.
- Гранат, водачът на „Кристалните камъни“, е озвучена от Естел, известна британска певица, текстописка и актриса. Помолена е от Картуун Нетуърк да озвучава за първи път.
- Аметист се озвучава от певицата Микейла Дийц.
- Перла се озвучава от писателката, певица и актриса Диди Магно Хал.
- Грег (Бащата на Стивън) се озвучава от комикът и сценарист Том Шарплинг. Той е по-известен с работата си в радиото, особено като водещ на „Най-доброто шоу с Том Шарплинг“.
- Кони (Приятелката на Стивън) се озвучава от Грейс Ролек, която в началото на поредицата е на 16 години.

- Стивън Вселенски се озвучава от Зак Калисън
- Перла се озвучава от Диди Магно Хал
- Гранат се озвучава от Естел

## Продукция
Стивън Вселенски е първата анимация на Cartoon Network, създадена от жена. Идеята на Ребека Шугър за Стивън Вселенски ѝ хрумва, докато е на работа. Създава пилотния епизод, още докато работи по „Време за приключения“ и след като сериалът е приет от Cartoon Network, тя напуска работата си там, за да се съсредоточи изцяло върху собствената си анимация. Събира екип, който да ѝ помага. Като изпълнителен продуцент, Ребека Шугър работи върху всяка част от поредицата включително анимацията, дизайна на героите, звука и музиката.

## Как са измислени героите и защо?
Характерът на Стивън Вселенски е базиран на този на по-малкия брат на създателката Ребека Шугър – Стивън Шугър, който също е част от екипа, работещ върху сериала, като сториборд художник. Бийч Сити, в който живеят „Камъните“ и Стивън, е базиран върху курортите Бийч Рехобот, Бетани Бийч, Дюли Бийч и всички останали места, които Ребека е посещавала като дете. Героите Ларс и Сейди са базирани на двама приятели на Шугар от колежа, които постоянно се карали. „Кристалните камъни“ според създателката са версии на самата нея – мързеливи и решителни. Помежду си те имат противоположни качества – Перла е перфектна, Аметист е груба, а Гранат е тайнствена. Много от другите герои в сериала също са вдъхновени от хора от реалния живот, като това е направено за по-голяма реалистичност на героите. По същата причина при създаването си всеки герой има ясно определен характер.
В поредицата има силно женско присъствие – всички Камъни приемат женски форми и използват женски местоимения, макар и всъщност да са част от безполова извънземна раса. Според създателката това е умишлено.

## Герои
- Стивън Вселенски е наполовина човек и наполовина „Кристален камък“, който се учи как да спасява света с магичеките сили на Камъка, намиращ се на неговия пъп. Той е оптимистичен, приятелски настроено, изискано и безгрижно момче с щастливо отношение. Стивън може би не е силен колкото „Кристалните камъни“, нито толкова умел, но това не му пречи да се присъедини към Гранат, Аметист и Перла в техните вълшебни приключения и всеки път да намира най-неочакван начин да спаси света. С напредването на епизодите, Стивън постепенно пораства, духовно и физически, усъвършенства способностите си, някога принадлежали на майка му.
- Гранат е водачът на „Кристалните камъни“. Тя е разумна и спокойна, въпреки обстоятелствата. Тя е най-високият член на отбора. Въоръжена е с чифт гигаръкавици, направени от тежко желязо. Нейните Камъни са разположени по дланите. Тя е обединението на Сапфир и Рубин и има трето око (с което може да вижда бъдещето), но тя го крие под слънчевите си очила. Тъй като обединение на два различни вида Камъни е неприемливо за стандартите на Родния свят, Гранат е принудена да избяга на Земята след първия път, в който Рубин и Сапфир се обединяват, за да не бъде счупена за наказание. На Земята среща Роуз, която я учи, че в това няма нищо срамно и тя е уникална точно каквато е. Това което държи Рубин и Сапфир заедно постоянно, не е като при повечето обединения – просто желание да бъдат по-силни, а нещо много по-уникално – любовта, която се заражда между Сапфир и Рубин. Рубин е част от Гранат. Тя е пламененна и яростна. Има невероятна физическа сила и устойчивост на топлина. Може да загрява обекти до висока температура. Оръжията ѝ са гигаръкавици. Камъкът ѝ се намира на лявата ръка. Сапфир е част от Гранат. Тя е спокойна и разумна. Има способности за ясновидство и левитация, бърза скорост и замразяване на обекти. Камъкът ѝ се намира на дясната ръка.
- Перла е най-интелигентният член на групата и е принадлежала на Бял диамант, но при инцидент с розовата перла, тя е била прехвърлена на Розов. Нейното тяло е тънко и гъвкаво и не се различава много от човешкото, с изключение на камъка ѝ, който се намира на челото ѝ и острия ѝ нос. Оръжието ѝ е копие, но тя умее да борави чудесно и с меч. Притежава способността да създава холограми. Тя е първата присъединила се към бунта на Роуз. Тя е обичала Роуз Кварц и е ревнувала от Грег. Поради смъртта на Роуз, Перла играе най-силна роля на майчина фигура за Стивън, въпреки че и Гранат и Аметист също са такива.
- Аметист е камък, създаден на планетата Земя. Тя е най-ниската от „Кристалните камъни“. Разговорлива и шумна, тя е ходещ хаос. Оръжието ѝ е кристален камшик. Тя има способността да се превръща в кълбо от енергия. Тя е майстор в променянето на формата, като го прави постоянно. Камъкът ѝ се намира върху гърдите. Аметист е била предвидена да бъде войник в армията на Розов Диамант, но е останала твърде дълго в Земята (тя излиза много след като войната вече е приключила), като това довежда до несъвършенства във формата ѝ, като например нейния малък размер. Въпреки това, Роуз я учи, че тя е перфектна точно каквато е.
- Роуз Кварц е камък бунтовник и бивш лидер на „Кристалните камъни“. Тя се отказва от физическата си форма, за да роди Стивън. Нейният любим камък е Перла. Тя и останалите камъни печелят хилядолетната война за Земята и така запазват земния живот почти непокътнат. Нейният камък е на пъпа, а оръжието – розов щит. Умее да използва и меч. По-късно се разкрива че Роуз всъщност е била Розов Диамант, един от лидерите на всички камъни, но след като вижда красотата на живота на Земята, се влюбва в него и фалшифицира смъртта си като тайно приема алтернативната идентичност на Роуз Кварц, за да осигури оцеляването на живота на Земята.
- Грег Вселенски е бащата на Стивън. В миналото той е бил певец и музикант, докато не се среща с Роуз Кварц и не се влюбва в нея. Тогава се отказва от кариерата си на музикант и започва да излиза с Роуз. След появата на сина си той отваря собствена автомивка. Понякога Грег помага на Стивън при магическите му приключения.
- Кони Махешаран е приятелката на Стивън. Тя е с индийски произход. Първоначално тя е силно контролирана от родителите си, които не искат тя да се замесва в опасности. Право да се среща със Стивън получава след началото на приятелството на родителите ѝ с него. Постепенно, те започват да ѝ имат повече доверие и да я оставят да бъде по-самостоятелна. След обучение от Перла, Кони се научава да се бие с меч. Тя обича (като Стивън) книгите и е много интелигентна. Отначало има силно късогледство, но благодарение на лековитата слюнка на Стивън, вече не са ѝ необходими очила. Въпреки това известно време продължава да ги носи, махайки стъклата, за да не разберат родителите и за магическите приключения с камъните и да ѝ забранят да се виждат със Стивън. Фамилното ѝ име – „Махешаран“, означава „Господар на Вселената“, преведено от хинди.
- Лъвчо е огромен розов лъв, който е член на екипа на „Кристалните камъни“. Това е „домашният любимец“ на Стивън, но често прави каквото си иска. Някак, той е свързан с Роуз Кварц: в гривата му има джобно измерение, където тя е държала част от своите лични вещи, както и самия меч на Роуз (по-късно Стивън дава меча на Кони). Лъвчо може да ходи по вода и да отваря портали, които могат да го отведат на различни места на Земята и дори на Луната, ако поиска. По-късно е разкрито, че Лъвчо някога е бил нормален лъв, но след като по някаква причина е умрял, е бил съживен от Роуз с помощта на нейните магически, лечебни сили, като това води до придобиването на необичайния му цвят и способности.
- Перидот е Камък от „Родния свят“, изпратен на Земята с една цел – да се провери, как се развива „Грозда" (много части от счупени камъни, които са изкуствено обединени в един, намиращ се в ядрото на Земята, който в края на развитието си ще опита да приеме физическа форма и ще разруши планетата, в която е поставен). Перидот не е боен камък, но притежава невероятни познания в много научни области, важни за Родния свят, като например съблюдаване на състоянието на „Детските градини“ (местата, където „Камъните“ се „излюпват“ от земята, след различни процедури, при които от земята са изсмукани органичните вещества). При пристигането си, „Кристалните камъни“ се опитват да я спрат, но биват заловени. След бягството си обаче, те залавят Перидот и тя е принудена да им разкрие съществуването на „грозда“, за който те не знаят. Постепенно Перидот се сприятелява с „Кристалните камъни“ и със Стивън и започва да помага на отбора в подготовката за унищожаването на грозда. Перидот няма оръжие, но първоначално когато пристига на Земята има удължители на ръцете и краката, които я правят висока и ѝ позволяват да лети, да стреля и да се движи по вертикални повърхности. При залавянето ѝ, тези удължители са премахнати и изхвърлени. Подобно на Перла, Камъкът ѝ се намира върху челото. Тя има способността да мести метални предмети с ума си.
- Лапис Лазули е Камък, който хиляди години е бил затворен в огледало от собствената си колония (колонията на Син диамант) по време на войната за Земята, в опит да я използват за получаване на информация за „Кристалните камъни“, сбъркана за една от тях. Знае много за „Родния свят“, тъй като е била от по-високопоставените Камъни. При бягството на Камъните от Земята, огледалото е изпуснато и Камъкът ѝ е пукнат. Остава хиляди години затворена в огледалото, докато Перла не го намира и по-късно, Стивън не я освобождава. След нейното освобождаване и поправяне на Камъка ѝ със слюнката на Стивън, тя отлита за Родния свят, но в космоса я хващат Перидот и Яспис и я затварят на кораба си. След като катастрофират, тя се обединява с Яспис в Малахит и я задържа на дъното на океана за няколко месеца. След като са разделени, Яспис бяга, а Лапис заживява в плевнята на Стивън, заедно с Перидот, която вече е предала мисията си и е приятел на „Кристалните камъни“. Лапис много се страхува от Диамантите и е ужасена при мисълта, че те може да се върнат на Земята, затова и когато научава, че това може да се случи тя бяга в космоса, отнасяйки цялата плевня със себе си и прекарва известно време там сама. Предполага се че страда от посттравматичен стрес. Тя може да управлява водата и да я замразява. Има водни крила, с който може да лети много бързо. Камъкът ѝ се намира на гърба.
- Яспис е изпратена заедно с Перидот на Земята, в случай на възпрепятстване на мисията от „Кристалните камъни“. Яспис е Камък, създаден изцяло с военни цели. Създадена е на Земята, като първоначално е от колонията на Розов Диамант, но след счупването ѝ (нейната смърт) е прехвърлена към тази на Жълт. Много е агресивна и отмъстителна. Разкрива се, че една от причите да се съгласи да придружи Перидот при мисията до Земята е за да си отмъсти на Роуз Кварц (която тя смята за отговорна за счупването на оригиналния Диамант, за когото е била направена – Розов Диамант), дори на цената да не изпълни поставената от Жълт диамант мисия. Тя мрази Роуз, но в същото време я и почита като достоен опонент. След като е победена от Гранат – обединение, което е неприемливо за сандартите на „Родния свят“, които тя почита, Яспис се обединява с Лапис Лазули, която обаче я затваря заедно със себе си на дъното на океана. Този престой оказва много негативни психологически последици и за Яспис и за Лапис. По-късно след като те са разделени, Яспис избягва но скоро в конфликт със Стивън, Аметист и Перидот, в опит да ги победи се обединява с повреден Камък, което води до нейното собствено повреждане. Физическата ѝ форма е унищожена от Перидот и Камъкът ѝ е затворен в балон и се пази в храма на „Кристалните камъни“. При вида на дупката и в „Бета Детската Градина“, Перидот я определя като „перфектния войник“. Оръжието ѝ е каска чук. Има способност да се превръща в кълбо от енергия. Камъкът ѝ се намира върху носа.
- Бисмут е един от първите „Кристалните камъни“, участвали във войната, заедно с Роуз Кварц, Гранат и Перла. Именно тя подобрява всички оръжия на „Кристалните камъни“. Тя създава оръжие, което може да счупва Камъни, но тъй като това противоречи с вижданията на Роуз, която не иска да убива Камъни, а само да им покаже правилния път, Роуз унищожава физическата ѝ форма и затваря Камъка ѝ в балон, който се съхранява в гривата на Лъвчо, докато не е намерен от Стивън. Роуз не казва на другите „Кристални камъни“ какво се е случило с Бисмут. Скоро след като Стивън без да иска я освобождава обаче, той е принуден отново да унищожи физическата ѝ форма, след като научава истината. Балона се съхранява в сърцето на храма на „Кристалните камъни“, след като тя сама пожелава да не бъде свободна, заедно с всички останали Камъни, събрани от мисиите. По-късно Стивън я освобождава и ѝ прощава, за да може тя да се присъедини към сватбата на Гранат. Камъкът ѝ се намира върху гръдния кош.
- Син диамант е един от най-могъщите Камъни и един от четирите Диаманти, управляващи „Родния свят“ и всички колонии, както и всички останали Камъни – „Великата диамантена управа“. По време на войната на Земята, Син диамант идва, за да помогне на Розовия в битката ѝ срещу бунта. Син диамант много е обичала Розов диамант и не може да приеме смъртта ѝ, като продължава да скърби и да се самообвинява хиляди години след нея. Тя е много дипломатична и спокойна. От нейната колония са Сапфир, Лапис Лазули и Синята перла. Син диамант притежава лъчева патокинеза. Това представлява излъчване на аура, с която се манипулира емоционалното състояние на околните, главно подтикващо ги към необяснимо силна тъга. Камъкът ѝ се намира върху гръдния кош. Озвучава се от певицата Лиса Ханиган.
- Синя перла е прислужницата на Син диамант. Тя е мълчалива, тиха и покорна. Озвучаващата актриса е Диди Магно Хал, озвучаваща всички Перли в сериала. Местоположението на Камъка ѝ съвпада с това на Диаманта ѝ.
- Жълт диамант също е част от „Великата диамантена управа“. Тя изпраща Перидот да провери състоянието на „Грозда“, желаейки унищожението на Земята. Тя също е обичала Розов диамант, макар и да е била по-строга с нея. Част от нейната колония са „Камъните“ Перидот, Жълт Циркон, Топаз, както и Яспис (след като Розов диамант е "счупена"). Има силата да изстрелва заряди, унищожаващи физическата форма на камъните. Камъкът ѝ се намира върху гръдния кош. Озвучава се от актрисата Пати ЛуПон.
- Жълта перла е прислужницата на Жълт диамант. По характер е егоистична. Тя информира за местоположението на Жълт диамант. Озвучава се от Диди Магно Хал. Местоположението на Камъка ѝ съвпада с това на Диаманта ѝ.
- Бял диамант е най-висшия Диамант от „Великата Диамантена Управа“. Тя е и най-големият Камък, който не е обединение в сериала. Не е напускала „Родния свят“ от еони. Камъкът ѝ се намира на челото. Озвучава се от певицата Кристин Еберсол.
- Бяла перла е прислужницата на Бял диамант. Едното око липсва заради нейният оригинален диамант – Розов на физическото ѝ тяло има перманентни белези, които също са от Розов. Но за Камъните е странно да имат такива, тъй като тялото им е направено от светлина и могат да го регенерират. Камъкът ѝ се намира на корема. Тя също се озвучава от Кристин Еберсол, което я прави единствената Перла, която да не се озвучава от Диди Магно Хал. Разкрива се, че преди Бял диамант да я контролира, тя е била Розова перла и прислужница на Розов Диамант, но впоследствие заради причинени белези Бял я отнема от Розов, облъчва я с магически лъч и започва да я контролира и вече наистина е като нейна прислужница.
- Опал e обединението между Перла и Аметист. Има четири ръце и бледа кожа в син цвят. Оръжието ѝ е лък (сливане на копието на Перла с камшика на Аметист).
- Сугилит е обединението между Гранат и Аметист. Тя е силна и агресивна и при по-продължително време заедно, губи разсъдъка си и става неконтролируема. Оръжието ѝ е боздуган (сливане на камшика на Аметист с гига-ръкавиците на Гранат). Озвучава се от американската певица Ники Минаж.
- Сардоникс е обединението между Перла и Гранат. Тя е забавна, разговорлива и прецизна. Оръжието ѝ е чук (сливане на копието на Перла с гига-ръкавиците на Гранат).
- Александрит е обединението между Гранат, Перла и Аметист. Тя е огромна, може да бълва огън от устата си и може да използва оръжията на трите предишни обединения.
- Опушен кварц е обединението между Стивън и Аметист. Това е първото обединение на Стивън с друг Камък. При първото им обединяване успяват да победят Яспис. Оръжието им е йо-йо (сливане на камшика на Аметист с щита на Стивън)
- Дъга кварц е обединението между Перла и Роуз кварц. Появява се за първи път в епизода „Хайде да поговорим" (сезон 2 епизод 9), в който Грег разказва историята си с Роуз на Стивън, в която провежда музикално  рок шоу, заедно с Кристалните камъни. Първото обединение, което не е озвучавано.
- Дъга кварц 2.0 е обединието между Стивън и Перла. Това е първото обединение, озвучено от мъжки глас (Алистър Джеймс). Появява се за първи път в последните епизоди на сезон 5, известни под общото заглавие „Промени мнението си". Неговото оръжие е чадър (сливането на копието на Перла с щита на Стивън). По характер е оптмистично, спокойно и много мило сливане.
- Слънчев камък е обединението между Стивън и Гранат. То е изключително силно (успява да вдигне и избута част от Диамантения кораб) . Появява се в „Промени мнението си".
- Обсидиан  е обединението между Перла, Гранат, Аметист и Стивън. По време на шоуто не говори, но има способността да призовава и изковава от устата си огромен магмен меч. Дебютира в „Промени мнението си''.
- Стивони е обединението между Стивън и Кони. Това е първото обединение на Стивън и е първото обединение, в което участва човек (Кони). След тренировките на Кони по фехтовка, двамата все по-често се обединяват и използват общите си умения в битки.
- Ларс Барига е човешко момче, приятел на Стивън от Бийч сити, работещ в „Голямата поничка“. Той е егоистичен и често се държи зле със Стивън, но това е само защото се опитва да се хареса на „готините деца“. След определени събития, Ларс се озовава като заложник на космически кораб, заедно със Стивън, пътуващ към Родния свят. Там те успяват да избягат, но малко по-късно при опит на Ларс да обезвреди нападащ ги робот, робота избухва и убива Ларс. Стивън го съживява без да иска, благодарения на магическите си сълзи, но Ларс става розов и донякъде наподобява зомби. Стивън осъзнава, че Ларс сега е като Лъвчо и има неговите способности и използва косата му за да се върне обратно на Земята (чрез гривата на Лъвчо), а самия Ларс остава на Родния свят, откъдето по-късно открадва космически кораб, на който става капитан, заедно с група отхвърлени Камъни.
- Сейди Милър е човешко момиче от Бийч сити, приятелка на Стивън и колега на Ларс в „Голямата поничка“. Тя обича Ларс, но той често я отхвърля, макар и двамата да са много близки. Сейди и Ларс са герои, които се появяват още в пилотния епизод на „Стивън Вселенски“, което показва, че ролята им в сериала е планирана от самото начало.
- Родонит е обединение между Перла и Рубин. Тя е много предпазлива и първоначално я е страх от Стивън и Ларс.
- Падпараджа е объркан Сапфир, която вместо да предсказва бъдещето като обикновен Сапфир, „предсказва“ миналото
- Близначките Рутил са грешно излязъл Рутил. Тя има две глави.
- Флуорит е обединение от шест или повече Камъка. Поради това тя говори изключително бавно.

## Музика
Поредицата „Стивън Вселенски“ разполага с песни и музика, написани от Ребека и членовете на нейния екип (основна част от който са Айви Тран и Стивън (Сурашу) Велема), които сътрудничат за текстовете на всяка песен. Според Шугър, не всеки епизод има нужда от песен. Вместо това, тя е избрала да ги използват само от време на време, за да се избегне некачественото творчество. Повечето от сценичната музика е композирана с клавирно дуо и китара. Сериалът разчита основно на светлинните мотиви за своя ритъм, с различни инструменти, жанр, влияния и мелодии, разпределени за специални случаи. Например характерът на Перла често е придружен от пиано, Гранат е представена от синтбас звуци, а Аметист с еклектични барабани, с електрическа бас китара и синтезатори. Вгражданията в музиката са повлияни от поп изпълнители като Майкъл Джаксън и Естел, която озвучава ролята на Гранат на английски език. Музиката използвана в Стивън Вселенски е уникална по звучене, като имитира предполагаема извънземна музикална култура. Уникалната музика на сериала вдъхновява много фенове да правят най-различни кавъри, AMV-та и фен анимации.
Саундтрак албумът „Стивън Вселенски Саундтрак: Том 1“ е издаден на 2 юни 2017 г. в САЩ. Саундтракът дебютира под номер 22 на класацията Билборд 200.

## Сексуалност
Стивън Вселенски е изпълнен с множество сексуални теми поради ориентацията на създателката Ребека Шугър, за която признава самата тя. Повечето главни герои без Стивън са от женски пол – всички Камъни приемат женски форми и използват женски местоимения, макар и всъщност да са част от безполова, извънземна раса. Между тях се забелязват близки, романтични отношения – пример са тези между Перла и Роуз, както и тези между Рубин и Сапфир. Някой фенове интерпретират обединенията като символ за сексуален контакт между двама или повече, тъй като се забелязва, че някои герои изпитват удоволствие. Това бе опровергано от създателката Ребека Шугър с пояснението, че обединенията символизират връзка, но не задължително романтична – възможно е да е просто приятелска, както и такава която е вредна за участващите, като пример за това е Малахит – обединението на Лапис Лазули и Яспис.
Картуун Нетуърк Великобритания реши да отреже момент, показващ близка прегръдка между Роуз и Перла (но не и целувка между Роуз и Грег) от британското излъчване. Решението е обяснено от мрежата, като направено с цел епизода да бъде „по-удобен за местните деца и техните родители“. Това обаче е критикувано като хомофобска цензура от много фенове и от медиите. И в България са изключени от ефир няколко епизода с хомосексуано или транссексуално съдържание. Въпреки това засягането на подобни теми свързани различните роли на мъжа и жената, ЛГБТ тематика, хомосексуалност и разбиране и приемане на различните в обществото, е много добре прието от повечето фенове на сериала и от критици, поради свободния, лек начин, по който тези теми са представени на зрителите. Истински хомосексуални взаимоотношения между героите няма, тъй като Камъните нямат пол.
В сериала се засяга и темата за голотата, като в първи сезон Стивън излиза напълно гол навън пред всички, а Перла го поглежда и му казва да се облече. Във втори сезон, Перидот разказва как е видяла Стивън гол, докато е използвал тоалетната.

## Феновете и рейтинга на поредицата
„Стивън Вселенски“ има много фенове. Към края на април 2016 г., Гугъл Трендс установява чрез проучване, че „Стивън Вселенски“ е най-гледаното предаване на Cartoon Network. Според „Чудният клуб“ това е безспорно доказателство, че Стивън Вселенски тогава е водещата анимация в ефира на Cartoon Network.
Много фенове правят косплей на героите.
Премиерата на „Стивън Вселенски: Филмът“ достига рекордните 1,57 милиона зрители в САЩ.
„Стивън Вселенски Бъдеще“ достига над 1 милион зрители в САЩ.
Анимацията е номинирана за наградата „Еми“ 2020 за анимационна програма с кратка форма.
Феновете организират различни представления, в които играят различни части от епизодите на Стивън Вселенски, като в повечето случаи е някоя част с песен. Предаването се радва на популярност сред хора на всички възрасти.
Сериалът е високо оценен и от зрителите и от критиците. Рейтингът на сериала в IMDb към момента е 8.4/10.

## Красивата графика
Критиците хвалят „спиращата дъха красота“, „чудното потапяне в средата“ и „прекрасната графика“ на поредицата „Стивън Вселенски“. Те похвалват фона зад обектите на анимационната поредица, за който се използват меки пастелни цветове, както и „красивата, изразително чиста“ анимация. В Стивън Вселенски се обръща специално внимание за графиката. Там се изобразяват всякакви природни явления – залези, дъжд, вълни и т.н. Освен това графиката често включва различни древни обекти, които са изящно нарисувани, така че да не приличат на нещо друго от реалния свят (най-близо до него се доближава пирамида от културата на Камъните, но главната разлика с реалната в Гиза е, че е обърната наобратно, а и вътре не наподобява погребална камера на фараон, а е като лабиринт). Друг обект, който също прилича на истински, е античният стадион в небето. Малко или много, той наподобява този в Пловдив, като дори статуите и колоните имат надписи, които наподобяват гръцка писменост, но това, че е високо в небето е аргумент в полза на уникалността на графиката на Стивън Вселенски.

## Награди
Стивън Вселенски е номиниран за награда „Типтре“ за 2015 г., която признава произведенията на научната фантастика или фантазия, които изследват и разширяват ролите на половете. Журито казва:
| „     | В контекста на детската телевизия, тази анимация се занимава с пола по много по-отворен и по-зрял начин, отколкото е типично за жанра и разполага с един от най-добре написаните сюжети на съвременната анимация. (…) Освен че показва роли на мъжа и жената, които не е задължително да отговарят на стандартните на американския идеал за пол, сериалът също ни дава един необикновен характер (Стивън) и внимателното проучване на израстването му. | “ |
| [ 1 ] | |   |

През 2019 година Стивън Вселенски печели награда GLAAD за представянето на ЛГБТ теми. В същата година получава и награда Peabody.
Сериалът е номиниран за общо пет награди „Еми“ и пет награди Ани.

## Нахсинхронен дублаж
- Ася Рачева – Стивън Вселенски, Динените Стивънчета
- Татяна Етимова – Перла, Рубин (Док), Топаз, Рутил
- Михаела Тюлева – Аметист, Кони Махешаран (епизоди 7 – 17, 32 – 35), Приянка Махешаран (епизод 42), Яспис (епизоди 51 – 62), Жълта Перла, Опал, Рубин (Леги), Рубин (Нейви), Рубин (Око), Син Циркон
- Надя Полякова – Гранат, Сапфир, Роуз Кварц, Александрит (епизод 32), Сугилит, Приянка Махешаран (епизод 32), Рубин (Арми)
- Надежда Панайотова – Перидот (епизоди 36, 60 и 79), Лапис Лазули (епизод 93), Кони Махешаран (епизод 37 – 42), Сейди Милър (епизод 30), Приянка Махешаран (епизод 68), Барбара Милър, Рубин, Сардоникс, Стивони, Хопер, Кики Пица (епизод 59), Джени Пица (епизод 47), Бисмут, Перла (певческа)
- Василка Сугарева – Перидот (епизоди 46 – 52, 63 – 72, 101 – 102), Лапис Лазули (епизоди 49 – 62), Кони Махешаран (епизоди 24 – 26), Сейди Милър (епизоди 1 – 21), Видалия, Кики Пица (епизод 10), Джени Пица (епизод 14), Яспис (епизод 93), Опушен кварц, Син ахат, Жълт диамант
- Елена Грозданова – Лапис Лазули (епизоди 25 – 26), Гранат (певческа), Кони Махешаран („Do it for her“), Аметист (певческа – епизод 63), Син диамант
- ? – Лапис Лазули (епизоди 81 – 82), Жълт диамант, Малахит
- Мартин Герасков – Грег Вселенски, Ларс, Роналдо Фраймен, Джейми, Лъвчо, Кофи Пица
- Момчил Степанов – Грег Вселенски (певческа)
- Анатолий Божинов – Дъг Махешаран, г-н Смайли
- Анастасия Събева

- Надя Полякова озвучава в българския дублаж
- Момчил Степанов озвучава Грег в българския дублаж

| Обработка              | Александра Аудио                |
| ---------------------- | ------------------------------- |
| Изпълнителен продуцент | Васил Новаков                   |
| Преводач               | Йоанна Йорданова                |
| Режисьори на дублажа   | Анатолий Божинов Георги Стоянов |

## Епизоди и излъчване
Пилотният епизод на Стивън Вселенски е качен на видеоплатформата на Cartoon Network на 21 май 2013 г., и отново в редактирана версия на 20 юли. Пилотният епизод също е представен през 2013 на Сан Диего комик-кон.
Серийната премиерата в САЩ е на 4 ноември 2013 г. по Cartoon Network с два епизода. Новите епизоди в САЩ обикновено се излъчват веднъж седмично или наведнъж по пет нови епизоди в рамките на една седмица – така наречените „Stevenbombs“ (Стивън бомби). В Канада, анимацията започва да се излъчва по Cartoon Network на 11 ноември 2013 и на Teletoon на 24 април 2014 г. Сериалът също се излъчва по различни тв канали в Австралия от началото на 3 февруари 2014 и в Обединеното кралство и Ирландия на 12 май 2014 г. и от 18 август 2014 г. в България.
„Стивън Вселенски“ има 5 сезона с общо 160 епизода, което го прави един от най-дългите сериали в историята на Cartoon Network. Основният сериал приключва с петия си сезон на 21 януари 2019 г., след което е подновен за филм и 20-епизоден епилогов сериал – „Стивън Вселенски: Бъдещето“. След края на „Стивън Вселенски: Бъдещето“ на 27 март 2020 г. поредицата приключва и няма планове за други продължения.
В България не всички епизоди на поредицата биват излъчени, поради цензура на сериала от Европа и Русия, заради ЛГБТ съдържание в тях. Заради наличието на сватба между два персонажа в пети сезон, нови епизоди на сериала не се излъчват от 30 юли 2018 г. насам. Макар да не бива излъчен по Cartoon Network в България, минисериалът „Стивън Вселенски: Бъдещето“ става наличен в платформата HBO GO на 3 декември 2021 г.
От 8 март 2022 г. първите три сезона са достъпни в HBO Max, заедно с неизлъчените епизоди. На 26 април са качени четвърти и пети сезон, с изключение на два епизода, които са добавени през август. На 31 май е качен  „Стивън Вселенски: Филмът“.